# Thomas Bendyshe
Thomas Bendyshe (1827–1886) fue un abogado y profesor inglés, conocido como propietario de una revista y traductor.

## Vida
Era el cuarto hijo de John Bendyshe R.N. y su esposa Catherine Matcham, sobrina de Lord Nelson. Estudió en el Eton College y se matriculó en el King's College de Cambridge en 1845, obteniendo su licenciatura en 1849 y su maestría en 1852.
Bendyshe fue admitido en el Inner Temple en 1848 y se le llamó al bar en 1857. En 1846 se convirtió en miembro del King's College, posición que mantuvo durante el resto de su vida.
En asuntos universitarios, Bendyshe, como Senior Fellow, se opuso a las reformas financieras. Considerado "excéntrico", obstaculizó estas reformas durante casi 20 años y fue el único Fellow que reclamó dinero en una solución de compromiso propuesta por el Visitante. En 1872, se llegó a un acuerdo conocido como el Eirenicon. Las memorias de Augustus Austen Leigh registran el esfuerzo de Bendyshe en 1870 por retener el derecho a cenar por separado en el comedor del college. Según Montague Rhodes James, Richard Okes, Provost antes que Leigh, llevaba consigo en todas las reuniones del college una nota de reprimenda del Visitante dirigida a Bendyshe, en caso de que este asistiera, por una "carta profana que había enviado al Dean".
Bendyshe falleció en Buckland, Kent, el 21 de julio de 1886.

## Asociaciones
Bendyshe fue vicepresidente de la Sociedad Antropológica. Esto ocurrió durante el periodo de la guerra civil estadounidense, cuando Thomas Henry Huxley y John Lubbock, dentro del campamento evolucionista darwiniano, utilizaban la ya establecida Sociedad Etnológica para atacar a este nuevo rival, descrito por Desmond como "ultra-racista".
En 1865, Bendyshe compró The Reader, una revista fundada por Thomas Hughes y Norman Lockyer. Su sección de ciencia, escrita por Lockyer, se había utilizado para difundir las opiniones del Darwinian X Club. Bendyshe frustró a este grupo al cerrar la sección de ciencia. Editó The Reader durante menos de un año, y su cierre ocurrió en enero de 1867. Alfred Russel Wallace lo tomó bien y le dijo a Darwin que Bendyshe era "el hombre más talentoso" de la Sociedad Antropológica. La compra se realizó en agosto: el mes anterior, Bendyshe había votado en Westminster por el liberal John Stuart Mill, lo que llevó (esto fue una votación abierta) a su expulsión del Conservative Club. Mill había asistido a la reunión de marzo de 1865 convocada para decidir qué hacer con la revista en dificultades.
Según James, también hubo el fracaso de "The Reflector" de Bendyshe. Tuvo problemas para que los impresores aceptaran su material. Además, ofendió a Robert Gordon Latham en una reseña, quien era autor de "The Natural History of Varieties of Men" y estaba asociado con la Sociedad Etnológica.
Durante la Navidad de 1868, A. C. Swinburne se hospedó en el King's College como invitado de Bendyshe. Según Edmund Gosse, quien llama a Bendyshe un "personaje fantástico" en su ensayo "Un poeta entre los caníbales", habían sido presentados por Richard Burton en el Cannibal Club.[17] Estudiaron juntos la traducción al francés del Mahabharata realizada por Hippolyte Fauche.

## Obras
La obra principal de Bendyshe, a partir de 1865, fue "The Anthropological Treatises of Johann Friedrich Blumenbach" para la Sociedad Antropológica. Se trató de una edición en traducción de obras en latín de Johann Friedrich Blumenbach. También se incluyeron, en traducción, un memorándum biográfico de Karl Friedrich Heinrich Marx, otro memorándum de Jean Pierre Flourens, un relato sobre el "Museo Blumenbachiano" de Rudolf Wagner y una disertación de 1775 de John Hunter, M.D., sobre las "variedades del hombre". La tesis doctoral de Blumenbach de 1775, "De varietatis humani varietate nativa", se acompaña de su tercera edición de 1795, ambas traducidas por Bendyshe.
La disertación de Hunter en realidad adopta una postura diferente de las opiniones posteriores de Blumenbach. Hunter, en lo que respecta a la diversidad humana, era "firmemente monogenista y ambientalista". Blumenbach, conocido por su teoría de la clasificación racial, inicialmente rechazó las opiniones poligenistas y las visiones jerárquicas de la raza, considerando que las fuerzas ambientales eran clave; pero más tarde citó un nisus formativus que se remontaba al vitalismo de Immanuel Kant en 1773. Bendyshe no estuvo de acuerdo con la interpretación de Flourens de que Blumenbach era monogenista, calificando esa opinión como un "error singular" en términos de la "unidad del género humano".
Las traducciones al inglés de Blumenbach no fueron las primeras, y su valor ha sido cuestionado. Michael sostiene que el uso acrítico de la edición de Bendyshe ha llevado a conclusiones incorrectas que perjudican la reputación de Blumenbach. Michael argumenta que dos traductores trabajaron en ellas, y uno de ellos introdujo algunos errores sistemáticos en el lenguaje utilizado en la versión en inglés. En particular, afirma que un artículo de Stephen Jay Gould, que propone que el trabajo de Blumenbach sobre la raza fue socavado por puntos de vista estéticos, presenta fallas, incluido el uso de la edición de Bendyshe.
En las Memorias de la Sociedad Antropológica, Bendyshe escribió en 1863, año de la fundación de la Sociedad, "The History of Anthropology" (La historia de la antropología). También tradujo para las Memorias la disertación de 1721 titulada "Dissertatio critica de hominibus orbis nostri incolis specie et ortu" de Vincentius Rumpf (que ha sido incorrectamente atribuida a Johann Albert Fabricius). En esta disertación se argumentaba a favor de la herencia de caracteres adquiridos en relación con la variación climática de la raza.

## Puntos de vista
Bendyshe escribió en 1864, en la revista "Anthrological Review" de la Sociedad, un artículo titulado "On the Extinction of Races" (Sobre la extinción de las razas). Su punto de vista sobre los aborígenes australianos era que su declive poblacional se debía a "relaciones promiscuas, aborto artificial, infanticidio, guerras, enfermedades y pobreza". James Hunt de la Sociedad estuvo de acuerdo. Lorimer considera esto como un ejemplo del uso conjunto de argumentos racistas y malthusianos.
Según Adrian Desmond, Bendyshe, Hunt y James McGrigor Allan fueron importantes defensores de las opiniones del poligenista Carl Vogt. Bendyshe quedó impresionado por la diversidad de cráneos africanos, pero no llegó a la conclusión de que los africanos fueran una especie diferente de ser humano, lo que hacía que su actitud fuera más matizada que la de otros. Disintió extensamente de la postura negativa de Hunt expresada en 1864 en un discurso titulado "El lugar del negro en la naturaleza" sobre la civilización.